# Eupithecia desertorum
Eupithecia desertorum là một loài bướm đêm trong họ Geometridae.